# مدار رأس‌الجدی

نقشه زمین که راس‌الجدی در آن مشخص شده است

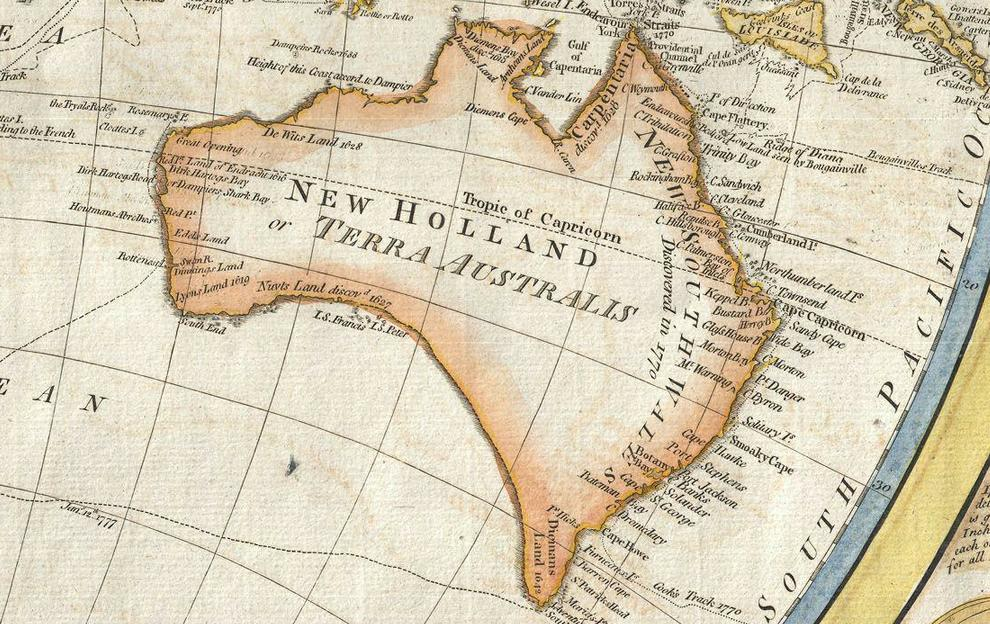
مدار رأس‌الجَدی در نقشه ساموئل دان

مدار رأس‌الجَدْی یا مدار جنوبی خطی فرضی در جغرافیای زمین است که جنوبی‌ترین عرضی را نشان می‌دهد که خورشید را می‌توان در بالای سر (خط سرسو) مشاهده کرد. قرار گرفتن خورشید در خط سرسو در این مدار یک بار در سال به هنگام انقلاب زمستانی رخ می‌دهد.
رأس‌الجَدی یکی از پنج مدار مهم زمین است که غالباً در نقشه‌ها مشخص می‌شود.
در حال حاضر مدار رأس‌الجدی در عرض جغرافیایی ۲۳°۲۶′۰۹٫۵″ جنوبی قرار دارد، اما به تدریج به سمت شمال حرکت می‌کند. مقدار کنونی جابه‌جایی آن ۰٫۴۷ ثانیه قوسی یا ۱۵ متر در سال است.

## نام
این مدار که معنی نام آن «سر بزغاله» است مدار عرض جغرافیایی ۲۳ درجه و حدود ۲۷ دقیقه جنوبی کره زمین است. آفتاب در روز اول زمستان (روز اول بُرج جَدْی) در نیم‌کرهٔ جنوبی به نقاط واقع در روی این مدار عمودی می‌تابد، به عبارت دیگر روز اول برج جدی در نیم‌کرهٔ شمالی مقارن روز اول تابستان در نیم‌کرهٔ جنوبی زمین می‌شود. در انقلاب زمستانی، در مناطقی که در این ناحیه از زمین قرار دارند هنگام ظهر خورشید در سرسو یعنی دقیقاً در بالای سر قرار می‌گیرد. در مناطق پایین‌تر از این مدار خورشید همیشه در شمال نقطه سرسو قرار دارد. جدی (بزغاله) نام صورت فلکی جنوبی‌ای است که خورشید در حدود ۲۰۰۰سال پیش در آن قرار می‌گرفته است. امروزه به دلیل حرکت تقدیمی زمین صورت فلکی کمان در این مکان قرار دارد.

## جابه‌جایی و تغییرات
این مدار، در سال ۲۰۰۰ موازی با عرض جغرافیایی "۲۱٬۵ '۲۶ °۲۳ جنوب استوا بوده و طی نوساناتی تا سال ۲۰۱۰ به فاصلهٔ "۱۶٬۸ '۲۶ °۲۳ و تا سال ۲۰۲۰ به عرض مداری "۱۲٬۱ '۲۶ °۲۳ رانده می‌شود. در دهه‌های اخیر این مدار سالانه "۰٬۴۷ (۰٬۴۷ ثانیه قوسی) یعنی حدود ۱۵ متر به استوا عقب می‌کشد. برای اطلاعات بیشتر از نوسانات مداری آن مدار جغرافیایی را بنگرید.

## جغرافیا و محیط زیست
مدار رأس‌الجدی به موازات خط استوا است و منطقهٔ مدارگانی بین دو مدار رأس‌الجدی و رأس‌السرطان قرار دارد. محدوده شمال آن تا خط استوا منطقه مدارگانی جنوبی، و محدوده جنوب آن تا مدار قطب جنوب، منطقه معتدل جنوبی نامیده می‌شود.
یکی از دو نوع باد دائمی بادهای بسامان نامیده می‌شوند. بادهای بسامان شمال شرقی و بسامان جنوب شرقی از مدار رأس‌الجدی و رأس‌السرطان که به ترتیب ۲۳ درجه و ۲۷ دقیقه جنوب و شمال خط استوا واقع‌اند به طرف خط استوا می‌وزند.
همانند با مدار رأس‌السرطان، بیشتر مناطق واقع‌شده بر روی مدار رأس‌الجدی نیز آب‌وهوایی خشک یا نیمه‌خشک دارند. این وضعیت در مدار رأس‌الجدی وخیم‌تر است زیرا در استرالیا و آفریقای جنوبی که در مسیر آن قرار دارند به خاطر نبود فعالیت‌های زمین‌ساختی و نبود یخچال‌سازی مصنوعی از دوران کربونیفر، یعنی ۳۰۰ میلیون سال پیش، زمین‌ها نیز به‌شدت نابارور و غیرحاصل‌خیز هستند.

## گذر از مناطق
از نصف‌النهار مبدأ شروع می‌شود از مناطق زیر گذر می‌کند:
| مختصات‌ها                                              | کشور، قلمرو یا دریا | توضیحات                                                                                     |
| ----------------------------------------------------- | ------------------- | ------------------------------------------------------------------------------------------- |
| ۲۳°۲۶′ جنوبی ۰°۰′ شرقی / ۲۳٫۴۳۳°جنوبی ۰٫۰۰۰°شرقی      | اقیانوس اطلس        |                                                                                             |
| ۲۳°۲۶′ جنوبی ۱۴°۲۷′ شرقی / ۲۳٫۴۳۳°جنوبی ۱۴٫۴۵۰°شرقی   | نامیبیا             |                                                                                             |
| ۲۳°۲۶′ جنوبی ۲۰°۰′ شرقی / ۲۳٫۴۳۳°جنوبی ۲۰٫۰۰۰°شرقی    | بوتسوانا            | منطقه کگالاگادی, منطقه کوئننگ and بخش مرکزی (بوتسوانا)                                      |
| ۲۳°۲۶′ جنوبی ۲۷°۱۸′ شرقی / ۲۳٫۴۳۳°جنوبی ۲۷٫۳۰۰°شرقی   | آفریقای جنوبی       | لیمپوپو                                                                                     |
| ۲۳°۲۶′ جنوبی ۳۱°۳۳′ شرقی / ۲۳٫۴۳۳°جنوبی ۳۱٫۵۵۰°شرقی   | موزامبیک            | استان‌های غزه و ایوانبان                                                                     |
| ۲۳°۲۶′ جنوبی ۳۵°۲۶′ شرقی / ۲۳٫۴۳۳°جنوبی ۳۵٫۴۳۳°شرقی   | اقیانوس هند         | کانال موزامبیک                                                                              |
| ۲۳°۲۶′ جنوبی ۴۳°۴۵′ شرقی / ۲۳٫۴۳۳°جنوبی ۴۳٫۷۵۰°شرقی   | ماداگاسکار          | تولیارا and فیانارانسوا provinces                                                           |
| ۲۳°۲۶′ جنوبی ۴۷°۳۹′ شرقی / ۲۳٫۴۳۳°جنوبی ۴۷٫۶۵۰°شرقی   | اقیانوس هند         |                                                                                             |
| ۲۳°۲۶′ جنوبی ۱۱۳°۴۷′ شرقی / ۲۳٫۴۳۳°جنوبی ۱۱۳٫۷۸۳°شرقی | استرالیا            | استرالیای غربی، قلمرو شمالی (استرالیا) and کوئینزلند                                        |
| ۲۳°۲۶′ جنوبی ۱۵۱°۳′ شرقی / ۲۳٫۴۳۳°جنوبی ۱۵۱٫۰۵۰°شرقی  | دریای کورال         | Passing just south of Cato Reef in استرالیا's Coral Sea Islands Territory                   |
| ۲۳°۲۶′ جنوبی ۱۶۶°۴۶′ شرقی / ۲۳٫۴۳۳°جنوبی ۱۶۶٫۷۶۷°شرقی | اقیانوس آرام        | Passing just north of the جمهوری مینروا ( تونگا), and just south of Tubuai ( پلی‌نزی فرانسه) |
| ۲۳°۲۶′ جنوبی ۷۰°۳۶′ غربی / ۲۳٫۴۳۳°جنوبی ۷۰٫۶۰۰°غربی   | شیلی                | منطقه آنتوفاگاستا                                                                           |
| ۲۳°۲۶′ جنوبی ۶۷°۰۷′ غربی / ۲۳٫۴۳۳°جنوبی ۶۷٫۱۱۷°غربی   | آرژانتین            | ایالت خوخوی، ایالت سالتا، ایالت خوخوی (again) and ایالت فرموزا provinces                    |
| ۲۳°۲۶′ جنوبی ۶۱°۲۳′ غربی / ۲۳٫۴۳۳°جنوبی ۶۱٫۳۸۳°غربی   | پاراگوئه            | Boquerón, بخش پرزیدنت هایز, Concepción, San Pedro and حوزه امامبای departments              |
| ۲۳°۲۶′ جنوبی ۵۵°۳۸′ غربی / ۲۳٫۴۳۳°جنوبی ۵۵٫۶۳۳°غربی   | برزیل               | ماتوگروسو جنوبی، پارانا (برزیل), and ایالت سائوپائولو states                                |
| ۲۳°۲۶′ جنوبی ۴۵°۲′ غربی / ۲۳٫۴۳۳°جنوبی ۴۵٫۰۳۳°غربی    | اقیانوس اطلس        |                                                                                             |

## نگارخانه

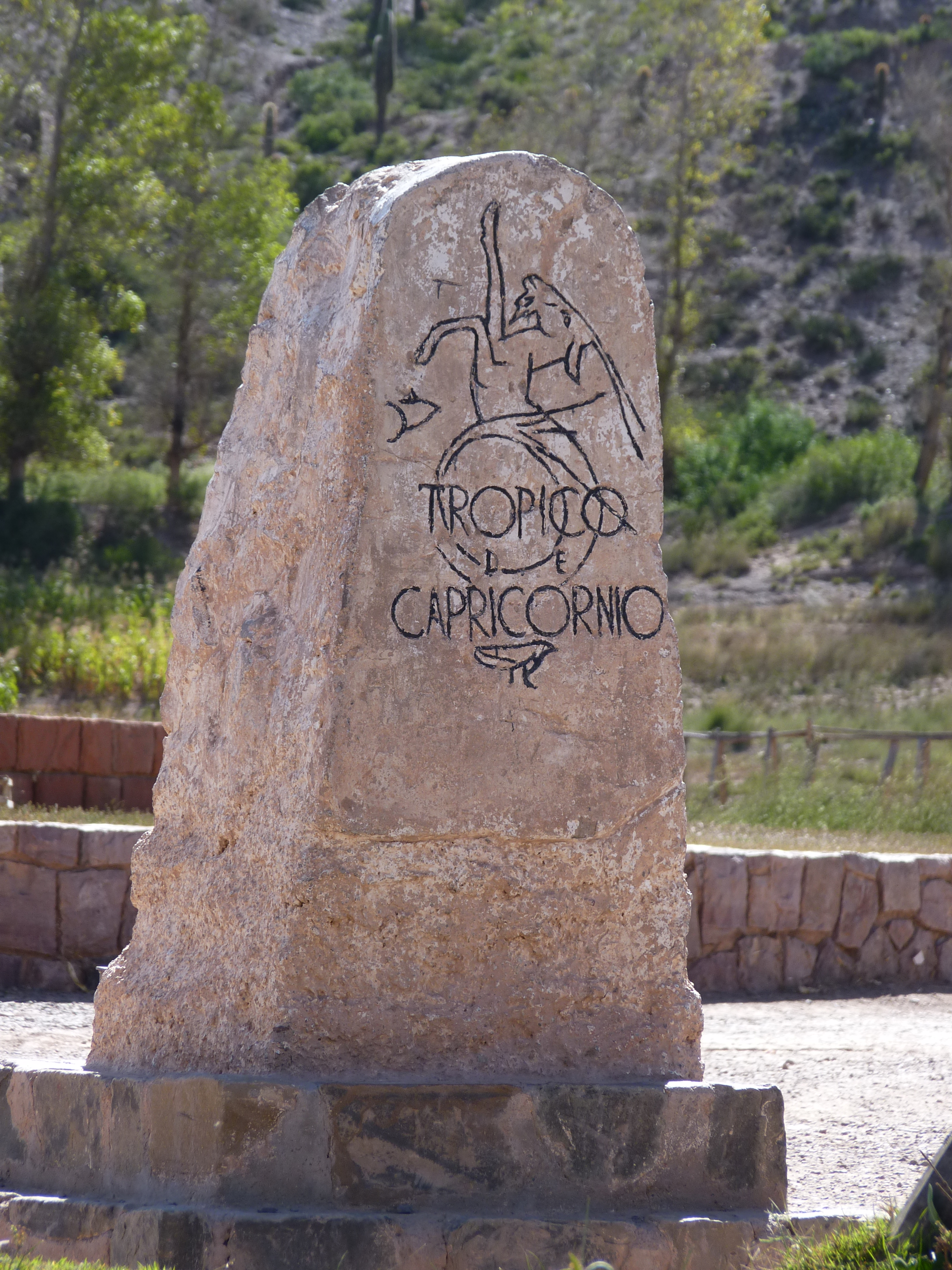
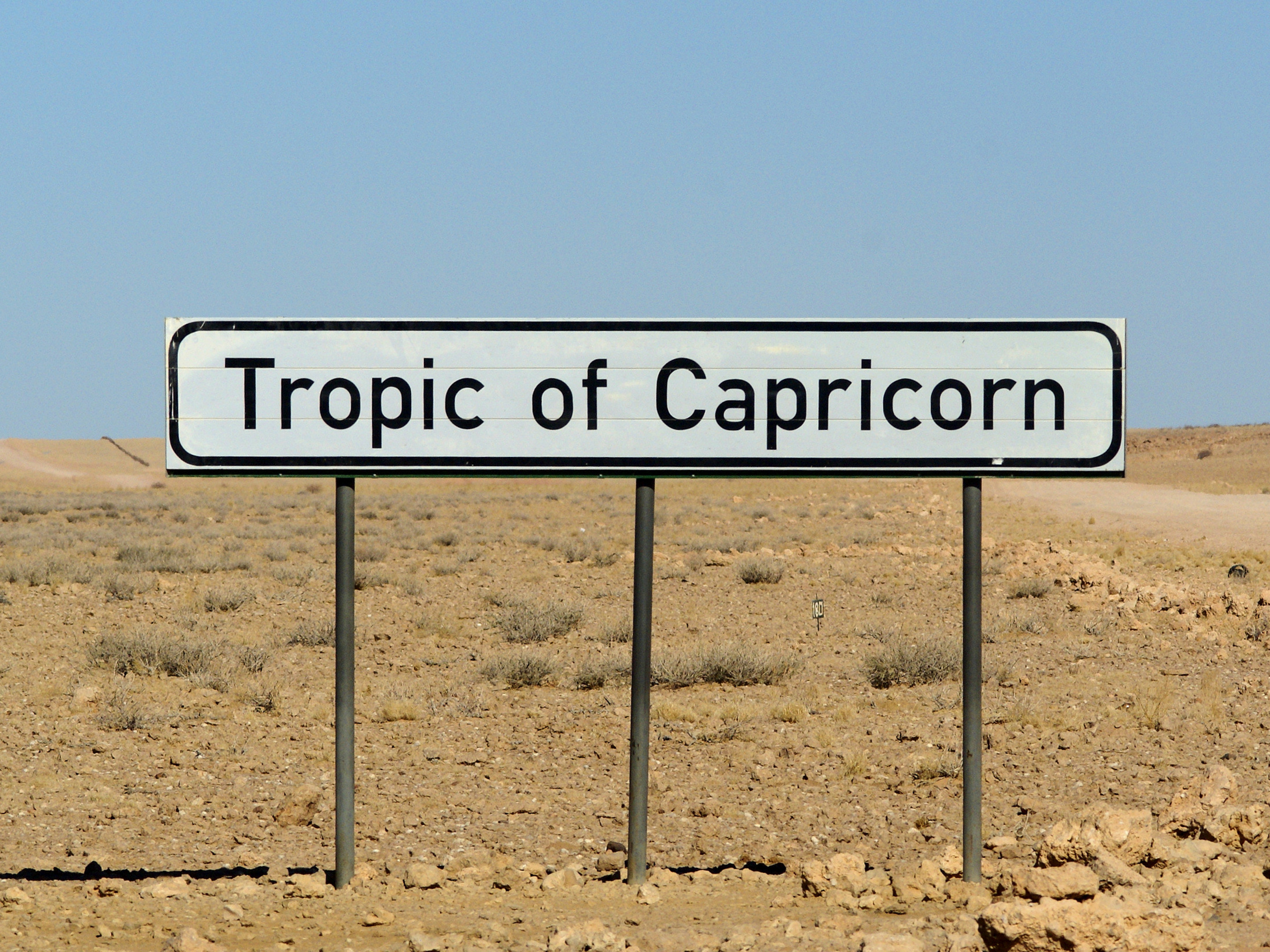
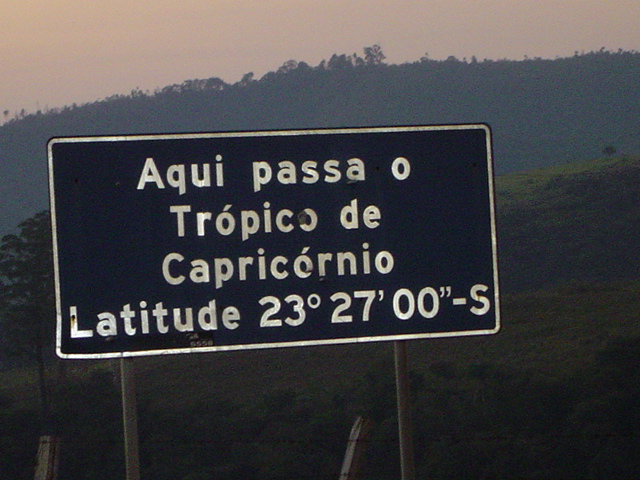